# Lepidomela borana
Lepidomela borana är en skalbaggsart som beskrevs av Gridelli 1939. Lepidomela borana ingår i släktet Lepidomela och familjen Melolonthidae. Inga underarter finns listade i Catalogue of Life.